# Argentino de Merlo
Argentino de Merlo ist ein argentinischer Fußballverein aus Merlo (Partido Merlo) im Ballungsraum von Buenos Aires. Der Verein wird auch La Academia del Oeste genannt.

## Geschichte
Der Club Atlético Argentino wurde am 30. August 1906 von Anwohnern der Estación Merlo del Ferrocarril del Oeste gegründet, darunter Juan Carlos Brieva und der Abgeordnete Manuel de Arma, um Sportarten wie Fußball und Rugby zu betreiben. Anfang der 1910er Jahre erwarb der Verein ein Spielfeld zwischen den Straßen Rosas, Libertad, Juncal und Suipacha, wo auch Tennis und Cricket gespielt wurden. Später zog der Klub an andere Standorte, baute eine eigene Halle und wurde 1933 Eigentümer seines aktuellen Klubsitzes. In den 1980er Jahren wuchs der Verein auf 10.000 Mitglieder und verfügte über ein großes Sportgelände mit olympischem Pool, Tennisplätzen und einer Rennstrecke. 1978 trat er der AFA bei und spielte in der Primera D, gewann 1985 den ersten Titel und stieg in die Primera C auf. 2001 gewann er den Titel der Primera C, scheiterte aber im Aufstiegsspiel gegen Atlanta. 2003 verpasste er den Aufstieg in die Primera B nach einer Niederlage gegen Atlanta, gewann aber 2019 die Primera D und stieg wieder auf. 2022 wurde Argentino de Merlo Meister der Primera C und stieg durch ein Elfmeterschießen gegen Ferrocarril Midland in die Primera B auf, was den größten Erfolg in seiner Geschichte darstellt.

## Stadion
Seine Heimspiele trägt Argentino de Merlo im 11.000 Zuschauer fassenden Estadio José Manuel Moreno aus. Das Stadion wurde 1980 eröffnet.

## Erfolge
- Meister der Primera C: 2022

## Rivilität
Hauptrivale von Argentino de Merlo ist der Ferrocarril Midland, der ebenfalls im Partido Merlo beheimatet ist.